# Howard Freeman

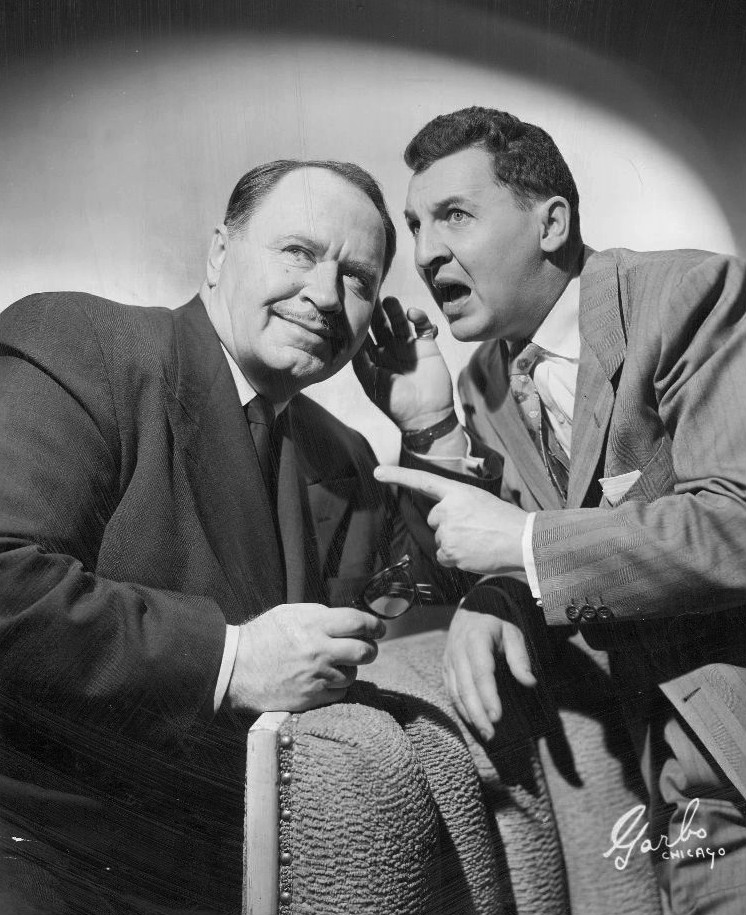
Howard Freeman (till vänster) och Eddie Bracken, 1954.

Howard Freeman, född 9 december 1899 i Helena i Montana, död 11 december 1967 i New York i New York, var en amerikansk skådespelare.
Howard Freeman medverkade i ett flertal teaterproduktioner på Broadway 1922-1963. Under framför allt 1940-talet var han en flitigt anlitad birollsskådespelare i Hollywoodfilmer.

## Filmografi, urval
- 1943 – På villovägar
- 1945 – För evigt din
- 1946 – Den laglösa staden
- 1946 – Blå dahlian
- 1947 – Handen på hjärtat
- 1947 – Lång natt
- 1947 – Kärleksgnabb
- 1948 – En dag av vårt liv
- 1948 – Brev från en okänd kvinna
- 1948 – Ormgropen
- 1948 – Up in Central Park
- 1949 – En blondin försvinner
- 1951 – Här kommer brudgummen
- 1952 – Scaramouche – de tusen äventyrens man